# Ana Achúcarro
Ana Achúcarro Jiménez (1962) es una investigadora, académica y profesora española de astrofísica de partículas y teoría cuántica de campos en la Universidad de Leiden en Leiden, Países Bajos. Su investigación considera el universo temprano, la supergravedad, los agujeros negros y los solitones.

## Trayectoria
Achúcarro se graduó en la Universidad del País Vasco en España, obteniendo una licenciatura en física en 1984. Se trasladó al Reino Unido para realizar sus estudios de doctorado, completando la Parte III del Examen de Matemáticas en 1985. Recibió el premio de posgrado en matemáticas Saint Catharine's College. Permaneció en Cambridge para realizar su doctorado, trabajando con Paul Townsend y Stephen Hawking. Recibió el premio JT Knight y una beca Fleming del British Council. Completó su doctorado en 1988, con una tesis titulada Propiedades clásicas de objetos extendidos supersimétricos. Achúcarro sigue siendo miembro del Instituto Isaac Newton de Estudios Matemáticos, con sede en Cambridge.

## Investigación y carrera
Achúcarro se unió al Imperial College London como investigadora postdoctoral en 1988. Un año después fue nombrada profesora adjunta en la Universidad Tufts de Estados Unidos, donde trabajó sobre cuerdas cósmicas. Sus investigaciones allí demostraron que la presencia de simetrías globales en la teoría de calibre puede dar lugar a defectos similares a los de las cuerdas. La investigación de Achúcarro también se centra en la teoría de cuerdas y el universo primitivo. Se mudó a los Países Bajos en 2002 para incorporarse a la Universidad de Leiden. En 2004 se le concedió una cátedra ADVANCE de la Fundación Nacional de Ciencias en la Case Western Reserve University.
Achúcarro dirige el grupo de cosmología teórica de la Universidad de Leiden, trabajando en física de astropartículas y teoría cuántica de campos. Fue pionera en la aplicación de la teoría de cuerdas a la cosmología. En 2011 participó en La Ciencia del Cosmos, un ciclo anual de conferencias organizado por la Fundación BBVA, sobre los orígenes del universo. También formó parte de la directiva pública de la Cooperación Europea en Ciencia y Tecnología (COST) sobre el universo de la teoría de cuerdas. Además forma parte del comité directivo de Cosmología en el Laboratorio de la Fundación Europea de la Ciencia.
En 2015 recibió una subvención de 2,3 millones de euros de la Organización Holandesa para la Investigación Científica (NWO). Fue nombrada miembro del Instituto Galileo Galilei de Física Teórica en 2016. Achúcarro dirige el programa de cosmología de Sitter de Leiden, que forma a jóvenes científicos en el área interdisciplinaria de la cosmología moderna. Es miembro del consejo asesor del Consejo Superior de Investigaciones Científicas.

## Reconocimientos
Fue elegida miembro de la Academia Europæa (MAE) en 2011.